# Glenfiddich
Glenfiddich er et destilleri som fremstiller single malt whisky i Speyside i Skotland. Destilleriet blev grundlagt i 1886. Etiketterne bærer teksten since 1887 som markering af at den første whisky blev destilleret i 1887.
Destilleriet er en del af Scotland's Malt Whisky Trail.